# Aclis nucleata
Aclis nucleata är en snäckart som beskrevs av Dall 1889. Aclis nucleata ingår i släktet Aclis och familjen Aclididae. Inga underarter finns listade i Catalogue of Life.